# Kalisie
Kalisie (Callisia) je rod rostlin z čeledi křížatkovité. Jsou to vytrvalé, často poněkud sukulentní byliny s přisedlými, spirálními nebo dvouřadě rozloženými listy. Některé druhy svým vzhledem připomínají bromélie. Květy jsou pravidelné, většinou růžové nebo bílé, uspořádané ve vrcholících skládajících složená květenství. Plodem je tobolka. Rod zahrnuje 20 druhů a je rozšířen v Americe od východu USA po Argentinu.
Kalisie vonná získává v posledních letech popularitu jako holistická léčivá rostlina, a to zejména v zemích východní Evropy. Pěstuje se také jako pokojovka nebo kbelíková rostlina. Z dalších okrasných druhů je pěstována zejména nízce plazivá kalisie plazivá a sukulentní druh Callisia navicularis. Taxonomická historie rodu je složitá a různé druhy byly řazeny do celé řady rodů včetně rodu poděnka (Tradescantia).

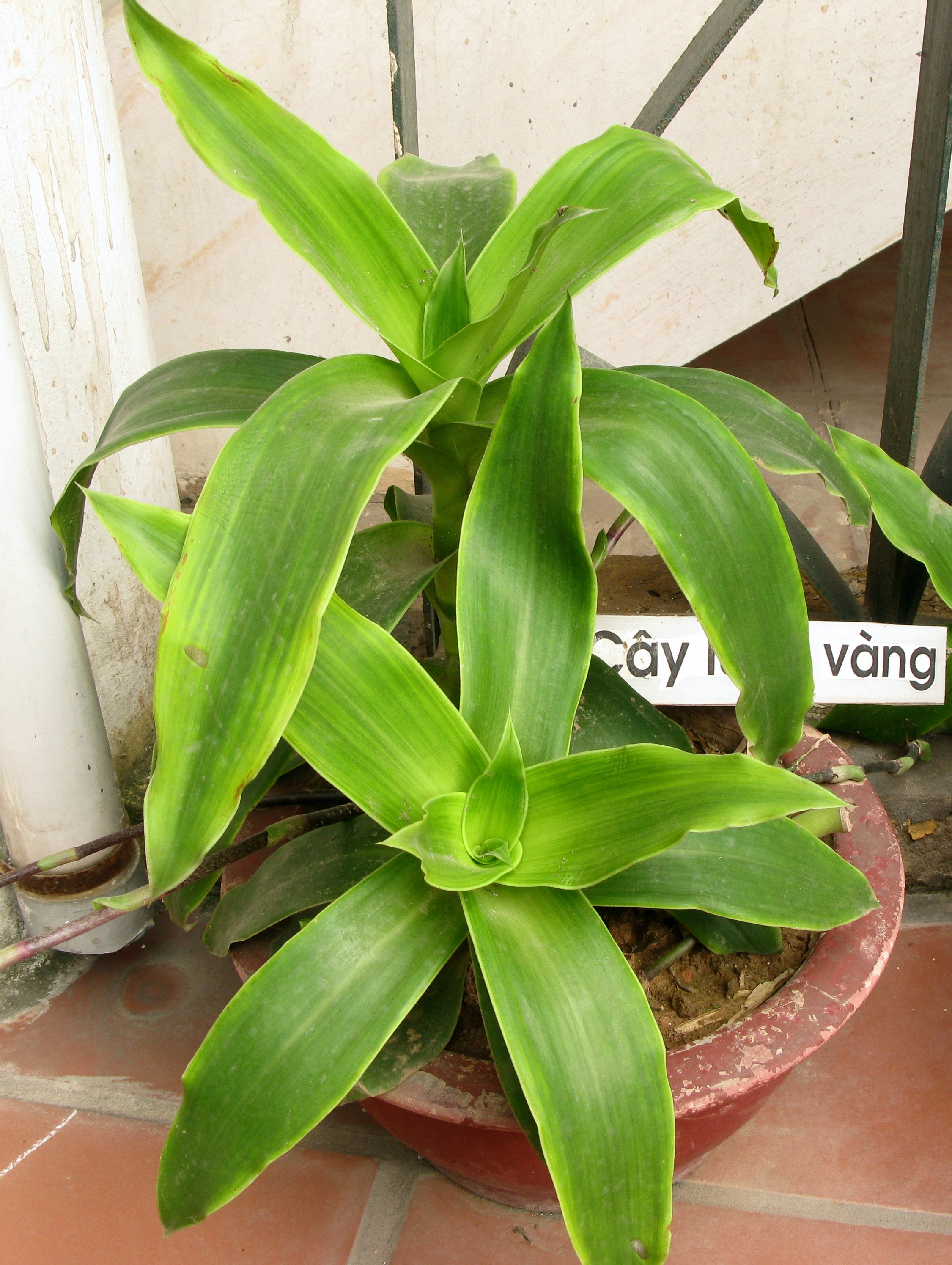
Kalisie vonná

## Popis
Kalisie jsou vytrvalé nebo výjimečně jednoleté či krátkověké, často poněkud sukulentní byliny se spirálně nebo dvouřadě uspořádanými přisedlými listy. Druhy se spirálními listy připomínají bromélie. Většinou mají tenké kořeny, některé druhy však mají podzemní hlízy. Květy jsou většinou oboupohlavné (výjimečně oboupohlavné a samičí), pravidelné, krátce nebo dlouze stopkaté, uspořádané do párových, přisedlých vrcholíků. Vrcholíky jsou podepřené listeny a často uspořádané do složených klasovitých nebo latovitých květenství. Kališní lístky jsou volné. Koruna je bílá, růžová nebo výjimečně i modrá, korunní lístky jsou volné. Tyčinek je 6, řidčeji méně. Semeník je srostlý ze až 3 plodolistů a se stejným počtem komůrek. V každé komůrce je 1 nebo 2 vajíčka. Plodem je tobolka pukající 2 nebo 3 chlopněmi.

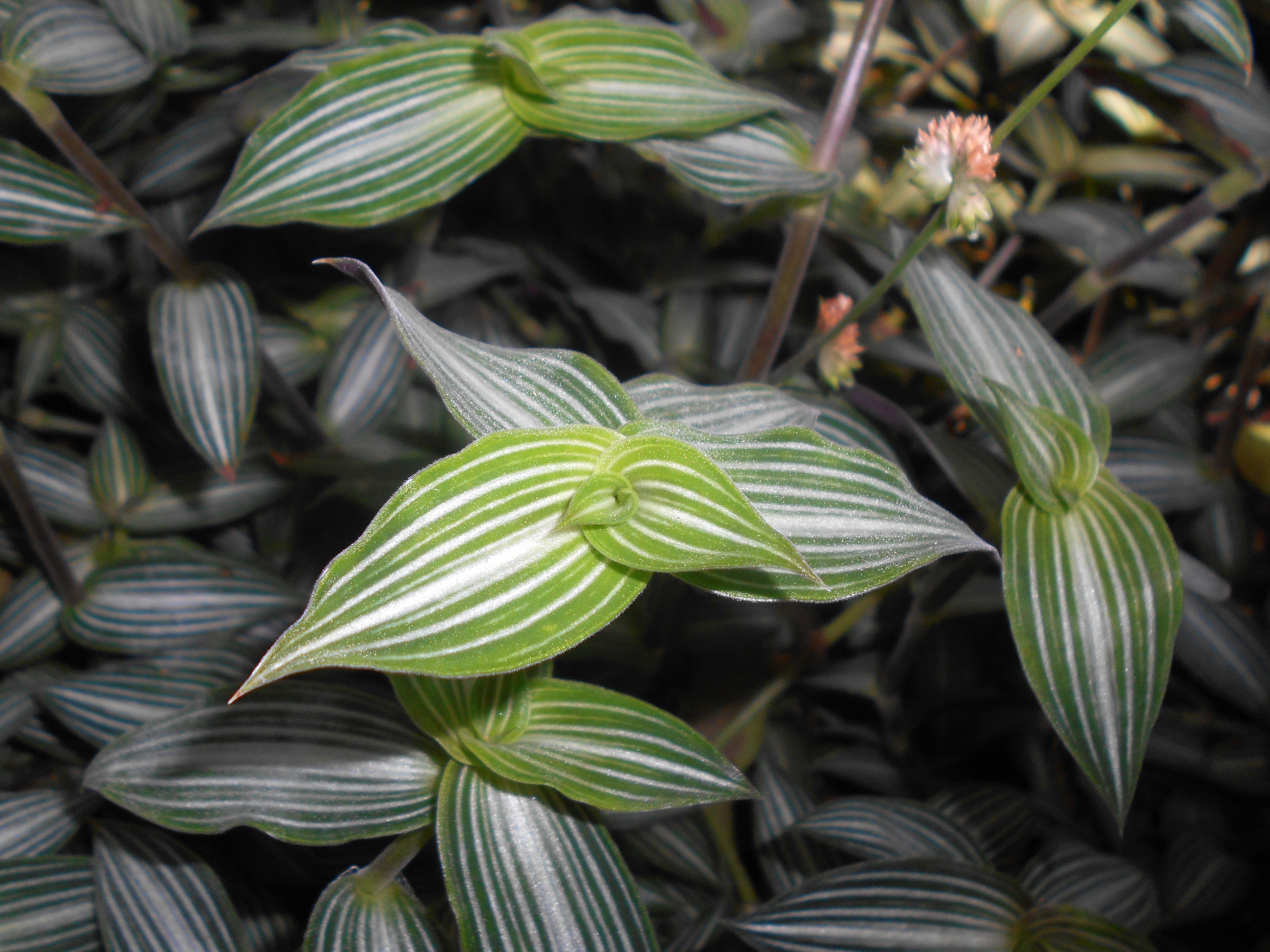
Zdobný druh Callisia elegans
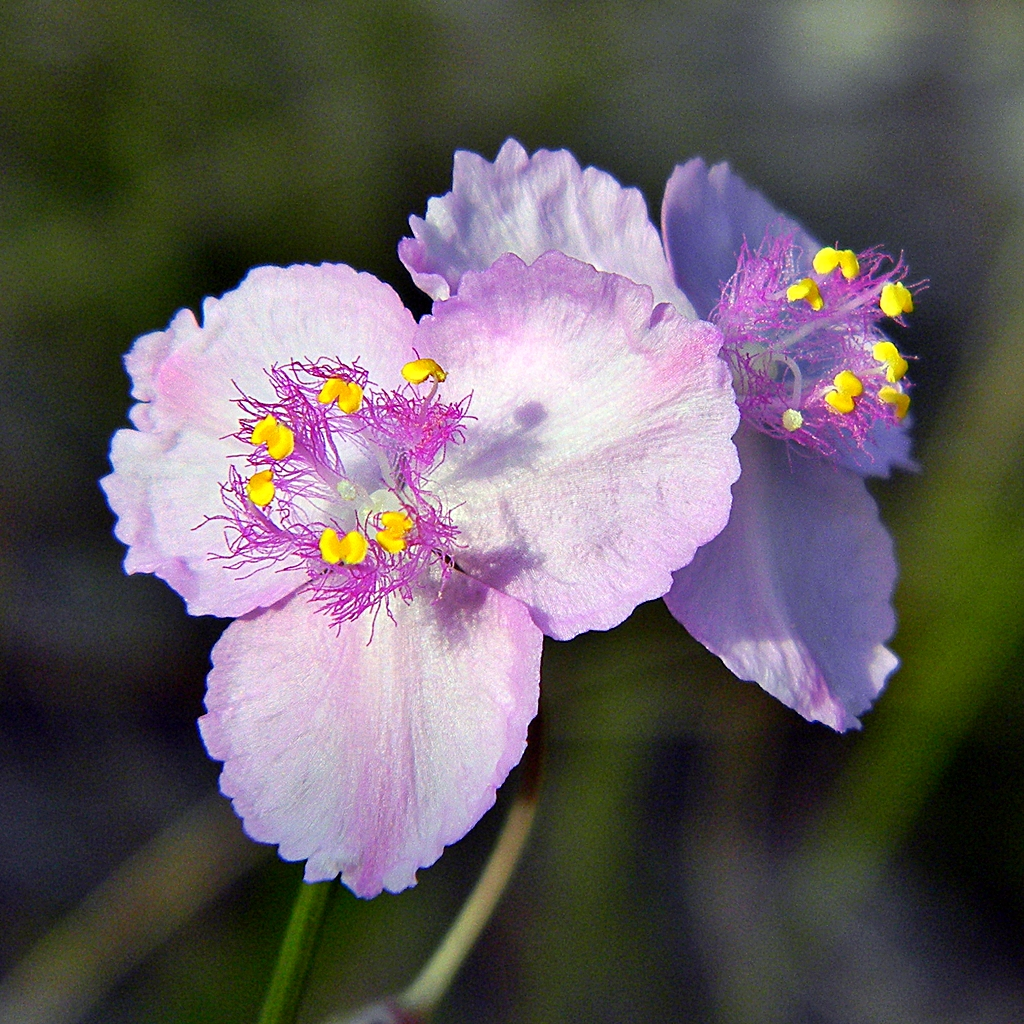
Květy Callisia ornata
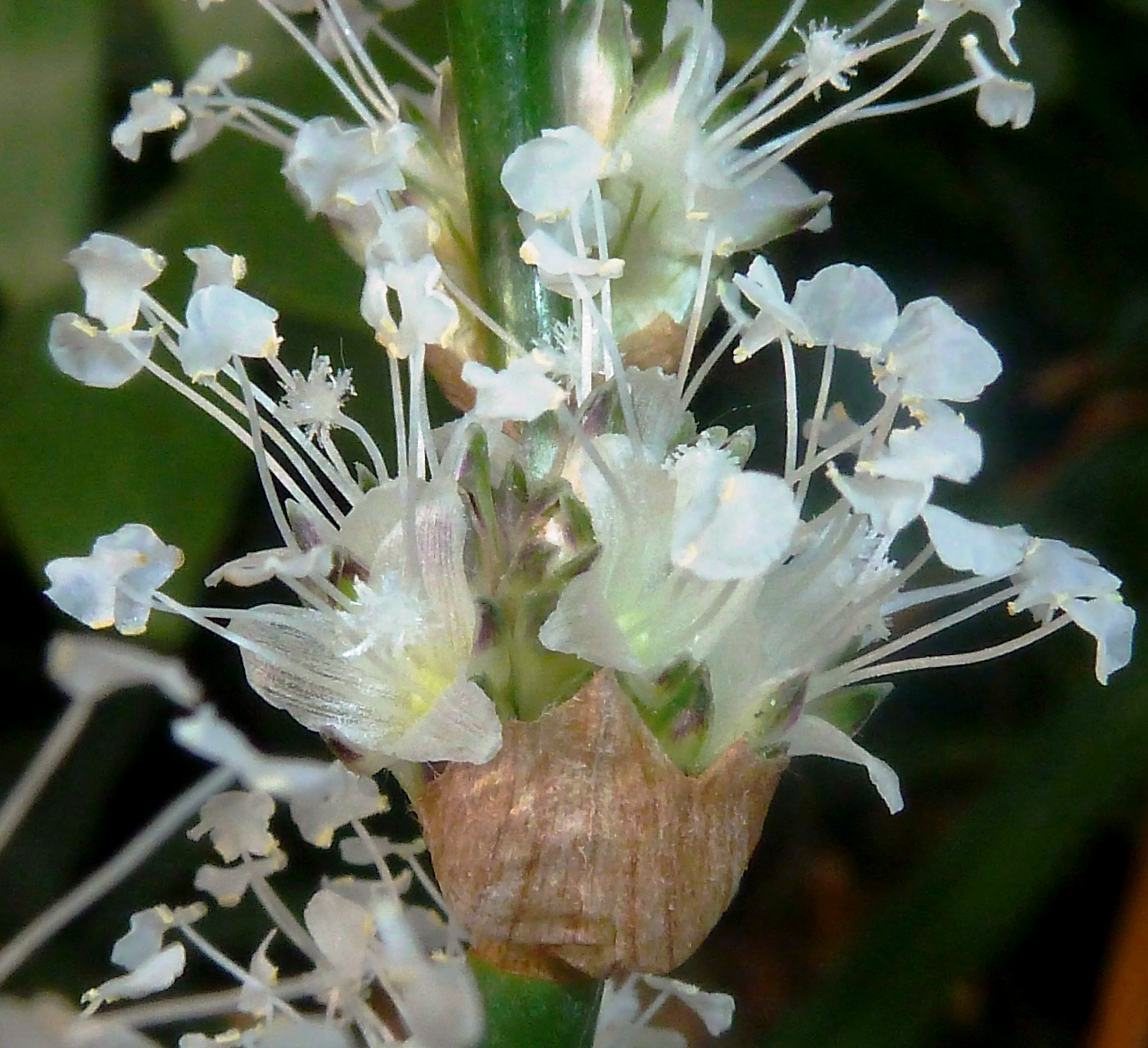
Detail květenství kalisie vonné

## Rozšíření
Rod kalisie zahrnuje 20 druhů, pocházejících z Ameriky. Areál rozšíření rodu sahá od východních a jihovýchodních oblastí USA po severní Argentinu. Největší přirozený areál má druh Callisia monandra, rozšířený od Mexika po Argentinu. Rozsáhlý areál v Jižní Americe má také kalisie plazivá (Callisia repens). V USA roste celkem 5 původních druhů. Nejdále na sever (do Virginie) zasahují druhy Callisia graminea a Callisia rosea.
Některé druhy rostou zplaněle i na jiných kontinentech, zejména kalisie vonná a kalisie plazivá. Kalisie plazivá je v Číně, na Kubě a v Jižní Africe vedena jako invazní druh.
Druh Callisia elegans, pěstovaný pro zdobné olistění jako okrasná rostlina a pocházející údajně z Mexika, je znám pouze z kultury a jeho přírodní populace nejsou známy.

## Ekologické interakce
O opylování kalisií není k dispozici mnoho informací. U druhů s redukovanými korunními lístky a vyčnívajícími tyčinkami je pravděpodobné opylování větrem. Květy kalisie vonné jsou silně vonné, jejich charakter však svědčí spíše o opylování větrem. Floridský druh Callisia ornata s relativně velkými, růžovofialovými květy je opylován dlouhososkou Poecilognathus punctipennis, která vyhledává i květy některých jiných druhů křížatkovitých rostlin.

## Obsahové látky
Nejprozkoumanějším druhem z hlediska obsahových látek je kalisie vonná, která začala být po biochemické stránce intenzivně zkoumána až začátkem 21. století. Hlavními biologicky aktivními látkami jsou flavanoidy a fytosteroidy. Dále byly zjištěny antrachinony, kumariny, fenolické látky, cholin, různé aminokyseliny aj.

## Taxonomie
Rod Callisia má velmi komplexní a komplikovanou taxonomickou historii a po dlouhý čas ani nebylo jisté, kdo je autorem jeho prvního platného popisu. Rod jako takový uveřejnil v roce 1758 Pehr Loefling, aniž by ovšem typifikoval druh. První platný druh, Callisia repens, byl do rodu Callisia zařazen jakožto neotyp Linnéem v roce 1762. Rostlina byla o dva roky dříve popsána N.J. von Jacquinem jako Hapalanthus repens. Po nějaký čas zůstal rod monotypický, později do něj byly různými autory vřazovány různé druhy a některé opět vyjímány do celé řady různých, stávajících nebo zcela nových rodů.
Rod Callisia nemá unikátní morfologické znaky, které by jej jednoznačně definovaly, a jeho vymezení vůči jiným rodům podtribu Tradescantiinae (Gibasis, Tradescantia, Tripogandra) je postaveno na vzájemné kombinaci několika znaků.
Oproti blízce příbuznému rodu Tradescantia u rodu Callisia většinou chybějí párové listeny pod květenstvím, liší se také semeny a chromozómy.

## Zástupci
- kalisie plazivá (Callisia repens)
- kalisie vonná (Callisia fragrans)

## Význam

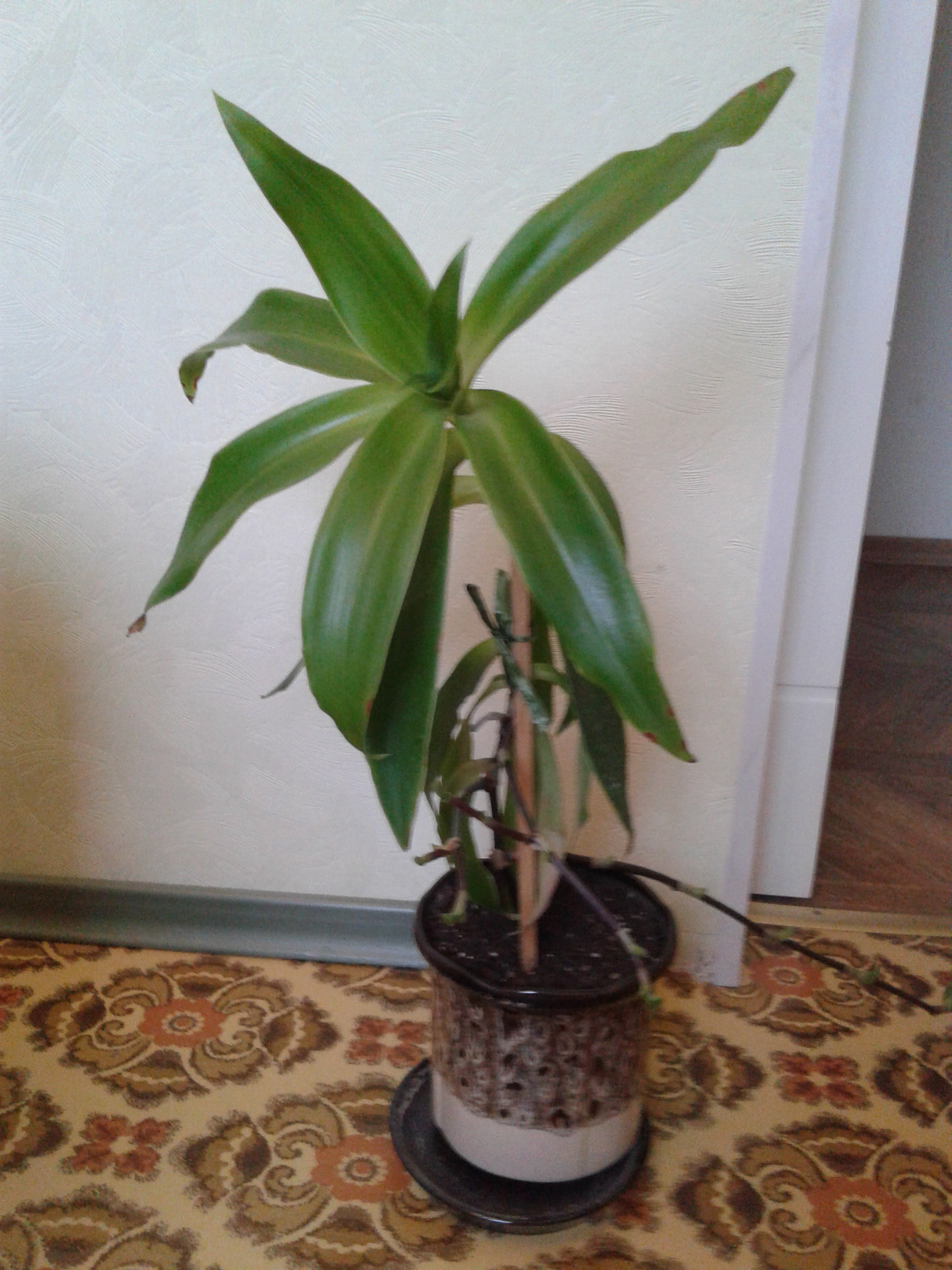
Kalisie vonná jako pokojová rostlina

### Okrasné rostliny
Jako okrasná rostlina je pěstován zejména plazivý drobnolistý druh kalisie plazivá. Pěstovaná forma kalisie plazivé se od rostlin z divokých populací vzhledově odlišuje, má drobné okrouhlé listy a drobná nenápadná květenství schovaná v paždí listů. Původ této okrasné formy je neznámý. Bývá zaměňována s druhem Callisia cordifolia, který se odlišuje jiným charakterem květenství a tenkými listy. Pěstuje se také sukulentní druh Callisia navicularis.
V posledních letech získává popularitu také kalisie vonná, která je pěstována jako pokojová nebo kbelíková rostlina. Má silně vonné květy a existují i kultivary se žlutě žíhanými listy (např. 'Melnikoff'). Jako okrasná rostlina je pěstována již od počátku 20. století. V tropech a subtropech jsou kalisie pěstovány jako zahradní půdopokryvné rostliny.

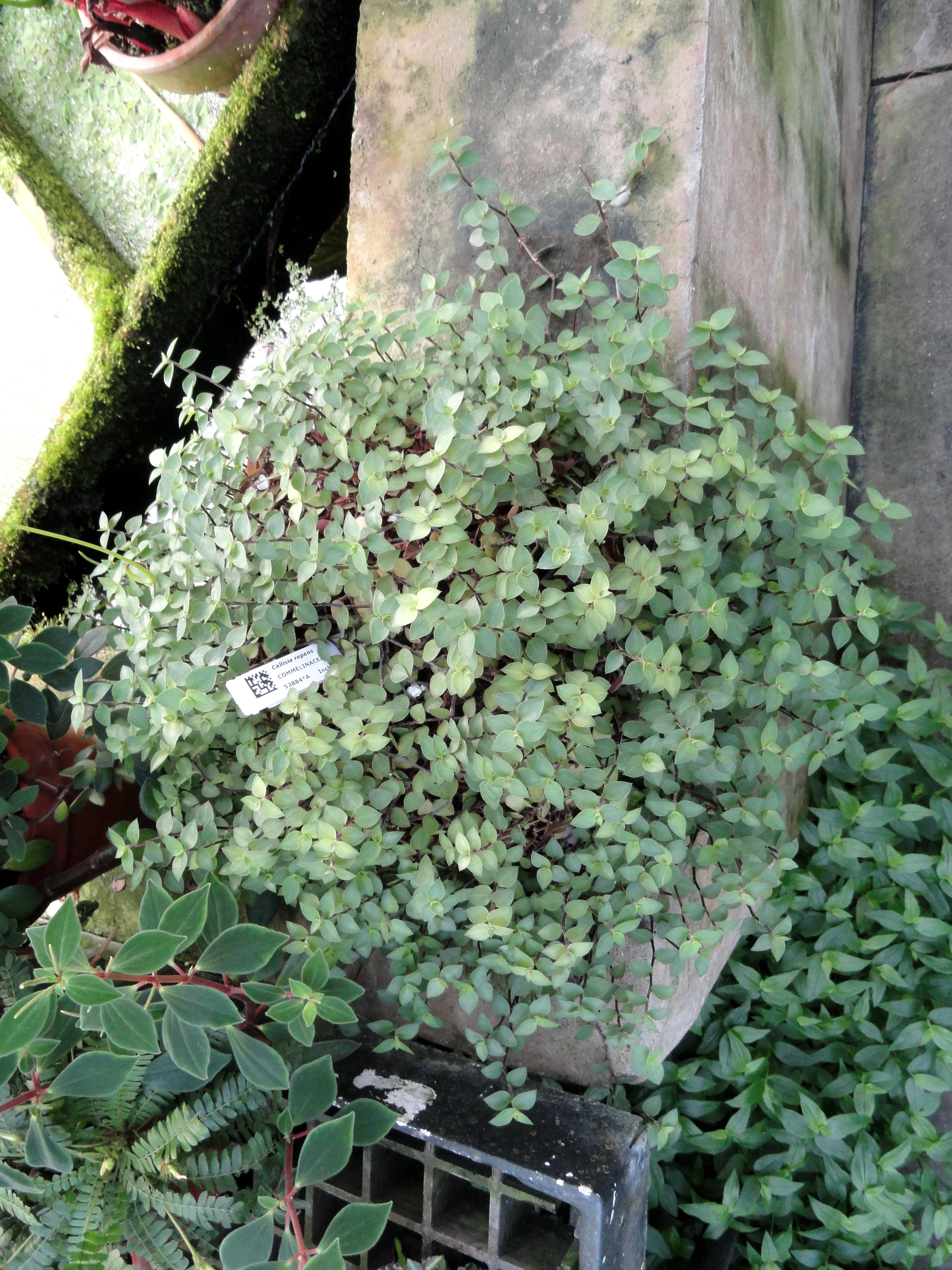
Kalisie plazivá
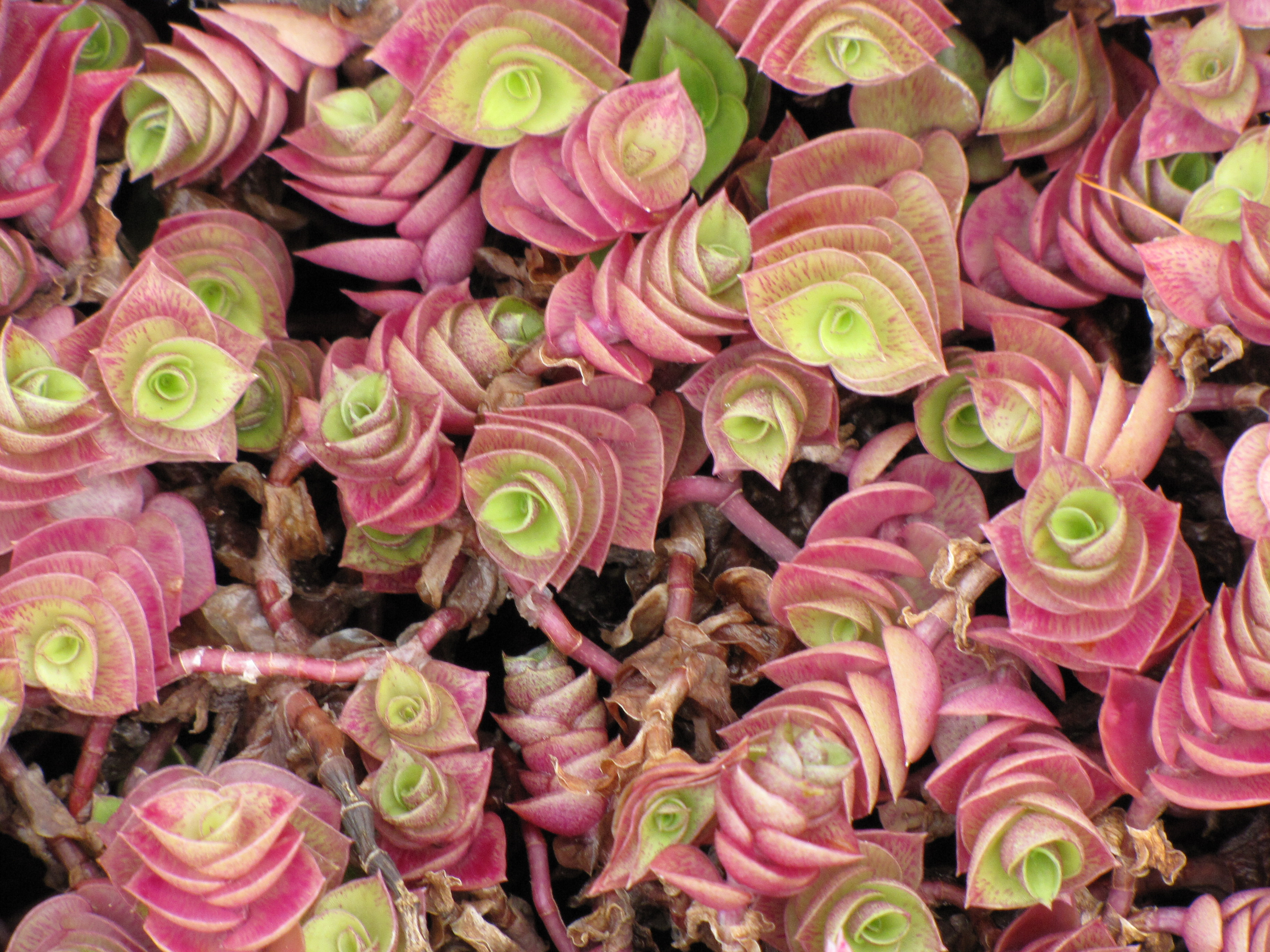
Červená forma kalisie plazivé

### Lékařství a léčitelství
Kalisie vonná má v Mexiku bohatou historii domorodého využití zejména jako antivirový a antibakteriální prostředek. V Rusku je v posledních desetiletích předmětem výzkumu jako holistické léčivo sloužící při léčení celé palety různých onemocnění včetně onkologických. Má antibakteriální, antivirový a antioxidační účinek. Její užívání jakožto bezpečného adaptogenu posilujícího celkovou kondici a odolnost organismu je rozšířeno zejména v zemích východní Evropy. Všechny části rostliny jsou jedlé, listy a mladé výhony mohou být konzumovány přímo.
V tropické Americe je jako léčivá rostlina používána také kalisie plazivá a Callisia gracilis.